# Karl Peter Kisker
Karl Peter Kisker (* 25. September 1926 in Mülheim an der Ruhr; † 27. November 1997 in Hannover) war ein deutscher Psychiater und Psychologe.

## Leben
Kisker studierte Medizin und Psychologie in Heidelberg. Er arbeitete an der Heidelberger Psychiatrischen Universitätsklinik unter dem Ordinariat von Kurt Schneider, wo er über die Psychiatrie der Verfolgten forschte und schrieb. 1959 habilitierte sich Kisker in Heidelberg mit der Arbeit „Der Erlebniswandel des Schizophrenen“. 1966 kam Kisker als erster psychiatrischer Ordinarius an die Medizinische Hochschule Hannover (MHH), wo er bis 1991 die Abteilung „Klinische Psychiatrie und Psychotherapie“ leitete. Dort wurde er durch die Begründung des sozialpsychiatrischen „Hannoverschen Modells“ in der Fachwelt zusammen mit Erich Wulff bekannt, der von 1974 bis 1994 die neugegründete Abteilung Sozialpsychiatrie an der MHH leitete. Im Jahr 1986 wurde er zum Mitglied der Leopoldina gewählt.
Anfang der 1980er-Jahre wurde er für Gutachten zu Wiedergutmachungsanträgen kritisiert, da er „psychische Störungen von Zigeunern und Juden, die als Kinder verfolgt waren, häufig als anlagebedingte Störung oder Folge eines vorübergehenden psychophysischen  Erschöpfungszustands in den ersten Kriegsjahren“.
Kennzeichnend für Kisker ist ein philosophisch-anthropologisches Vorgehen, das unter anderem in seinen häufigen Bezügen auf Edmund Husserl, Martin Heidegger, Wilhelm Dilthey und Karl Jaspers deutlich wird. Für ihn ist die Psychologie als Wissenschaft Teil einer umfassenden Aufgabe, die in der existentiellen Dimension von Begegnung und Verstehen des Anderen gründet. Er schreibt in diesem Sinne: „Will man die Sprache eines schizophrenen Menschen nicht mehr nur als Kuriosum oder Symptom nehmen, dann entsteht die Aufgabe, ihrem Sinn als Mit-Teilung, als Ruf an den oder die Anderen nachzugehen.“ Ein weiterer wichtiger Aspekt seines Wirkens ist die medizinisch begründete Kulturkritik, die Psychopathien als „Aufrufe“ zum Nachdenken versteht.

## Werke
- 1960: Der Erlebniswandel des Schizophrenen. Springer, Berlin
- 1964: Psychiatrie der Verfolgten. Springer, Berlin (zusammen mit Walter Ritter von Baeyer und Heinz Häfner)
- 1969: Psychologie – Soziologie – Medizin: Schriftenreihe der Gesellschaft der Freunde der MHH
- 1970: Dialogik der Verrücktheit
- 1971: Medizin in der Kritik: Abgründe einer Krisenwissenschaft. Enke, Stuttgart
- 1975: Mediziner in der Kritik: Allmacht und Ohnmacht einer Heils-Wissenschaft. Enke, Stuttgart
- 1976: Mit den Augen eines Psychiaters. Enke, Stuttgart
- Psychiatrie der Gegenwart (Mitherausgeber)